# Duval-Leroy
Duval-Leroy is een in 1859 opgericht champagnehuis door de associatie van Armand Edouard Leroy met de wijnmaker Jules Duval. Het zelfstandige bedrijf is in Vertus in de Côte des Blancs gevestigd. Daar groeit vooral de chardonnay en deze druif speelt dan ook een belangrijke rol in de productie van de champagnes van Duval-Leroy dat als een "chardonnayhuis" kan worden getypeerd. 
Duval-Leroy bezit 200 hectare wijngaarden. De cuvées de prestige van het huis zijn de Femme de Champagne en de Fleur de Champagne. Beiden worden alleen bij een bovengemiddeld goede oogst gemaakt. Om de voor ovidatie gevoelige witte druiven te verwerken bezit dit huis 16 wijnpersen die dicht bij de wijngaarden liggen. De gewonnen most wordt na de persing snel naar de kelders vervoerd. Daar wachten moderne roestvrijstalen vaten met een capaciteit van 100.000 hectoliter en ouderwetse eiken vaten op de most. 
Na de eerste alcoholische gisting wordt de jonge wijn gebotteld. Aan de flessen wordt een liqueur de tirage toegevoegd met daarin wat extra gist. De wijn zal in de fles nogmaals gaan gisten waardoor de "prise de mousse"plaatsvindt. In de wijn ontstaat koolzuur. De flessen moeten na de botteling ten minste anderhalf jaar rusten, maar de 19 miljoen flessen in de in de rotsen uitgehouwen kelders ("crayères") van de grote champagnehuizen worden vaak langer bewaard om de wijn op gist te laten rijpen. Duval-Leroy laat de flessen tussen de twee en tien jaar rusten. Het huis verkoopt 5 miljoen flessen per jaar.
Wanneer de wijn klaar is om verkocht te worden wordt de hals bevroren. De na de dégorgement toegevoegde liqueur d'expédition bepaalt hoe zoet de champagne zal zijn.

## Champagnes
Duval-Leroy heeft twaalf champagnes in de handel gebracht:
- De Brut is de Brut Sans Année, de meest verkochte champagne en het visitekaartje van het huis. Deze champagne is een assemblage van pinot noir en chardonnay van vijftien verschillende wijngaarden of crús. In de assemblage van de wijn werd de jonge wijn aangevuld met reserves uit de kelder om een constante kwaliteit te kunnen garanderen.
- De Fleur de Champagne Premier Cru werd gemaakt van premier cru en grand cru chardonnay en premier cru pinot noir uit de dorpen van de vallei van de Marne, de Montagne de Reims en de Côte des Blancs.
- *De Fleur de Champagne Brut Premier Cru werd gemaakt van premier cru en grand cru chardonnay en premier cru pinot noir uit de dorpen van de vallei van de Marne, de Montagne de Reims en de Côte des Blancs. De dosage suiker is klein gehouden.
- De demi-sec is een dessertwijn, gemaakt van 90% pinot noir met wat chardonnay en pinot meunier.
- De Brut Nature Blanc de Blancs 2002 is een droge champagne. Het is een witte wijn van witte druiven, een blanc de blancs. Hier werd alleen in 2002 geplukte chardonnay van vooral de Côte des Blancs gebruikt. Dat maakt de wijn een "millésime".
- De Brut Nature Blanc de Blancs 2004 is een droge champagne. Het is een witte wijn van witte druiven, een blanc de blancs. Hier werd alleen in 2004 geplukte chardonnay van vooral de Côte des Blancs gebruikt. Dat maakt de wijn een "millésime".
- De Rosé Prestige 1er Cru is een van chardonnay en pinot noir geassembleerde roséchampagne.
- De Brut AB is gemaakt van "biologisch geteelde" druiven. Volgens Duval-Leroy heeft respect voor de natuur voorop gestaan bij het onderhoud van de wijngaarden en de oogst van de druiven.
- De Collection Paris is gemaakt van chardonnay en pinot noir.

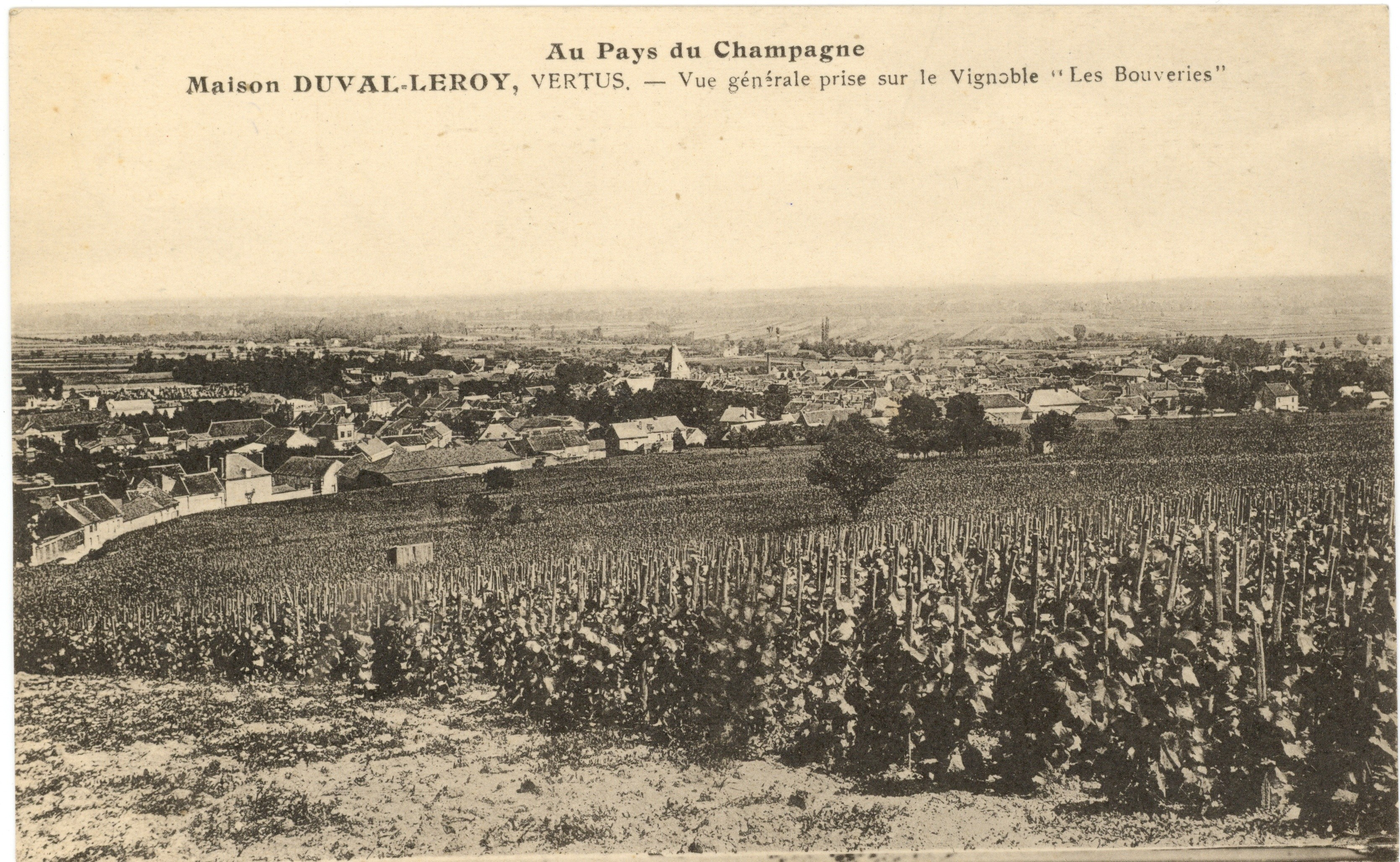
Clos des Bouveries

- De Clos des Bouveries 2005 is een blanc de blancs millésime uit een enkele wijngaard. De Clos des Bouveries in Vertus. Deze "mono-parcellaire, mono-cépage" werd op eikenhouten vaten gelagerd.[1]
- De Femme de Champagne is de cuvée de prestige van het huis en wordt alleen in de beste wijnjaren gemaakt. Dat gebeurde met de oogsten van 1990, 1995 en 1996. In 2014 werd de millésime 2002 verkocht. De op de in grand cru-gemeenten gelegen wijngaarden Mont-Aigu de Chouilly, Chapelle d’Avize, Terre de Noël d’Oger, Chétillon en Aillerand du Mesnil sur Oger geoogste chardonnay werd in vijf apart gehouden porties verwerkt tot stille witte wijn. Daar werd tijdens de assemblage wat blanc de noirs van pinot noir uit hetzelfde jaar aan toegevoegd.[2]
- De Authentis Cumières  2005 is een blanc de noirs millésime van "biologisch geteelde" pinot noir uit het oogstjaar 2005.